# Roberto Daniel Urbina
Roberto Daniel Urbina (Resistencia, Chaco, 1 de julio de 1982) es un exfutbolista argentino que jugaba como volante.

## Trayectoria

### Newells
Urbina debutó en Newells en el 2002. Estuvo en el club rosarino hasta 2003.

### Atlético Tucumán
En 2004 se mudó a San Miguel de Tucumán y se sumó a Atlético Tucumán. Vistió la camiseta del decano hasta el año 2006.

### Real Arroyo Seco
En 2006 volvió a Santa Fe, para jugar en Real Arroyo Seco. En el equipo de Rosario tuvo un breve paso.

### Boca Unidos
En 2007 llegó a Boca Unidos. En el equipo correntino jugó hasta el 2008.

### Sol de América
Para la temporada 2008/09 se unió a Sol de América.

### Concepción
En el año 2009 regresó a Tucumán y se sumó a Concepción.

### Fontana
En 2012 volvió a su provincia natal, para sumarse a Fontana. En el equipo de Resistencia jugó hasta el 2016.

### Villa Alvear
De cara a la temporada 2016/17 pasó a Villa Alvear.

### Cambá Cuá
En 2019 pasó a Cambá Cuá de Corrientes, donde se retiró del fútbol.

## Clubes
| Club             | País      |
| ---------------- | --------- |
| Newells          | Argentina |
| Atlético Tucumán | Argentina |
| Real Arroyo Seco | Argentina |
| Boca Unidos      | Argentina |
| Sol de América   | Argentina |
| Concepción       | Argentina |
| Fontana          | Argentina |
| Villa Alvear     | Argentina |
| Cambá Cuá        | Argentina |